# Internacional Letrista
La Internacional Letrista (IL) fue la primera escisión del movimiento letrista de Isidore Isou, seguidos serían de cerca por el Ultra-Letrismo. La IL se formó después del boicot del Movimiento Letrista a Charles Chaplin, alborotando una rueda de prensa con motivo de la película Candilejas en el Hotel Ritz de París en octubre de 1952.
Durante el verano de 1953, surgió entre ellos el término Psicogeografía. Publicaron un boletín de información llamado Potlatch. Uno de sus textos más importantes era Fórmula para un Nuevo Urbanismo de Ivan Chtcheglov que no fue publicado hasta 1958 en la primera revista de la Internacional Situacionista. Abogaba por una nueva ciudad donde todos serían capaces de vivir en su propia catedral. La teoría utópica era acompañada por el llamado movimiento de deriva, por medio del cual los habitantes de las ciudades vagarían como nubes a través del ambiente urbano, lo que llamaron urbanismo unitario. En su Introducción a una Crítica de la Geografía Urbana (publicado en la revista surrealista belga Les Levres Nues, n.º 6, 1955) Guy Debord describió a un compañero que vagaba por la región de Harz, en Alemania siguiendo ciegamente un mapa de Londres. Esta era una de las metodologías favoritas de los psicogeógrafos. Produjeron una amplia variedad de propuestas: la abolición de los museos y poner el arte en los bares, abrir el Metro toda la noche, levantar los tejados de París como si fueran pavimento, con escaleras mecánicas para ayudar a acceder .
También desarrollaron el detournement como una técnica de reutilizar el material previo para un propósito radical.
Sobre el 28 de julio de 1957 se fusionaron con el Movimiento Internacional Para Un Bauhaus Imaginista y la London Psychogeographical Association para formar la Internacional Situacionista.

## Miembros
- Michèle Bernstein
- Andre-Frank Concord / Andre Frankin
- Guy Debord
- Jacques Fillon
- Alexander Trocchi
- Gil Wolman
- Jean-Michel Mension
- François Dufrene
- Mohamed Dahou
- Cheik Ben Dhine
- Ait Diafer

Una Nueva Internacional Letrista se fundó más recientemente, en la década de 1990.